# Z-45
Z-45は、第二次世界大戦末期にスペインで開発された短機関銃である。

## 概要
Z-45の原型となったのは、ナチス・ドイツが1940年に採用したMP40短機関銃である。基本的な構成はMP40と同様であったが、独自の改良も加えられている。
- ピストルグリップおよびフレームカバーが木製である[2]。
- 放熱用銃身覆いが取り付けられ、また初期のトンプソン・サブマシンガンのものと似た形式の制退器を備える[3][4]。照星と照星保護覆いは銃身覆いに取り付けられている。
- 制退器の下面にあるボタンを押しながら制退器をひねると、制退器と銃身を前方へ抜き出すことができる。
- コッキングレバーを利用した安全装置（MP40とは異なり、コッキングレバー後面のボタンを押し込む様式）が、右側面に移されている[1]。
- 9x19mmパラベラム弾よりも強力な、当時スペイン軍の制式拳銃弾であった9x23mmラルゴ弾（英語版）を使用する。
- 引き金の引き具合によってセミ/フルオート射撃を使い分けることができる[2]。軽く引くとセミオート射撃となり、引き切るとフルオート射撃を行える。
- ファイアリングピンが、MP40でのリターンスプリングユニット先端固定式から、ボルト内蔵式に変更された。またボルトが前進し切ってはじめてファイアリングピンが突き出す機能を備え、不完全閉鎖時の暴発を予防する。
- 弾倉止めボタンが右側面に移されている。

標準的なモデルはMP40と同型の金属製折畳銃床および30発箱型弾倉を備えていたが、MP41に類似した木製固定銃床と10発箱型弾倉を備える警察用モデルも用意されていた。標準的な9x23mmラルゴ弾仕様のほか、9x19mmパラベラム弾、.38スーパー弾、.45ACP弾などの仕様もあった。

## 歴史
エスタラ・ボニファシオ・エチェベリア（STAR）では、スペイン内戦頃からいくつかの短機関銃を発表していたが、いずれも評価が低く、公的機関での本格的な採用には至っていなかった。
1942年、STARでは全ての短機関銃の生産を打ち切り、新型短機関銃の開発計画を開始した。この計画にはドイツ人技術者も関わっていたという。1944年には新型短機関銃が完成し、1945年にはZ-45としてグアルディア・シビルで採用された。その後、1946年には警察と空軍、1947年には陸軍での採用が決定した。Z-55という伸縮式銃床を備える軽量化モデルも設計されたが、ごく少数の生産に留まった。1962年には新設計のZ-62短機関銃が採用され、以後Z-45シリーズは第一線を退いていった。
同社が生産した短機関銃のうち、初めて公的機関によって採用された製品でもあり、スペインの軍および警察に採用されたほか、主にラテンアメリカ諸国の軍および警察に広く採用されたという。チリ、キューバ、サウジアラビアなどへ輸出されたことが知られるほか、アンゴラ、エジプト、モーリタニア、ペルー、ポルトガル、ウルグアイ、ジンバブエでも採用されていた。